# R.J. Fittock
R.J. Fittock, alternativt Roderick J. Fittock eller Roderic J. Fittock, är en australisk författare som under pseudonymerna Walt Beaumont, Lon Donovan och Cord McCabe skrivit westernromaner åt Cleveland Publishing. 
Enligt uppgifter ska han ha skrivit mellan 76 och 99 romaner. Flera av romanerna har översatts till svenska och utgivits av B. Wahlströms bokförlag i bland andra serierna Wild West och Mustang.